# Liebres de Suárez
Liebres de Suárez är en ort i Mexiko.   Den ligger i kommunen Pénjamo och delstaten Guanajuato, i den centrala delen av landet, 300 km väster om huvudstaden Mexico City. Liebres de Suárez ligger 1 704 meter över havet och antalet invånare är 545.
Terrängen runt Liebres de Suárez är platt åt sydväst, men åt nordost är den kuperad. Runt Liebres de Suárez är det ganska tätbefolkat, med 104 invånare per kvadratkilometer. Närmaste större samhälle är La Piedad Cavadas, 8,3 km söder om Liebres de Suárez. Trakten runt Liebres de Suárez består till största delen av jordbruksmark.